# Bălțești
Bălțești è un comune della Romania di 3 582 abitanti, ubicato nel distretto di Prahova, nella regione storica della Muntenia. 
Il comune è formato dall'unione di 3 villaggi: Bălțești, Izești, Podenii Vechi.